# 台灣台北聖殿
台灣台北聖殿是耶穌基督後期聖徒教會的第31座聖殿，位于台灣台北市大安區金山南路與愛國東路口。
耶穌基督後期聖徒教會于1950年代中期传入台湾。1981年宣布兴建台湾台北圣殿。1984年11月17日，耶穌基督後期聖徒教會第15任总会会长戈登·兴格莱（Gordon B. Hinckley）主持奉献仪式。
台湾台北圣殿位于台北市大安区的传道部旧址，造型独特，外面覆蓋白色瓷砖，内有若干教仪室和印证室。